# Bidari Szultanátus
A Bidari Szultanátus a dekkáni szultanátusok egyike volt a mai India területén, a Bahmani Szultanátus utódállamaként.

## Története
Kaszim Barid alapította 1492-ben, aki egy grúz származású türk volt és III. Mohamed Sah bahmani szultán szolgálatában állt és a miniszterelnöki (mir-jumla) posztig jutott. Mahmud Sah bahmani szultán (1482–1518) uralkodása idején gyakorlatilag Kaszim Barid gyakorolta a hatalmat. Kaszim Barid halála után 1504-ben fia, Amir Barid lett a miniszterelnök és ellenőrizte a Bahmani Szultanátus közigazgatását. Mahmud Sah 1518-ban elhunyt, halála után négy szultán követte egymást a trónon, akik csak rövid ideig uralkodtak és inkább bábok voltak Amir Barid kezében. Amikor az utolsó bahmani uralkodó, Kalimullah 1527-ben Bidarba menekült, Amir Barid gyakorlatilag független lett, mégsem vett fel uralkodói címet.
1542-ben fia, Ali Barid követte, aki elsőként viselte a sah címet. Ali Barid 1565 januárjában csatlakozott a többi dekkáni szultánhoz a talikotai csatában a Vidzsajanagar Birodalom ellen. 1580-as halála után fia, Ibrahim Barid került a trónra, akit 1587-es halála után öccse, II. Kaszim Barid követett a sorban. 1591-es halála után kiskorú fiát, II. Ali Baridot koronázták meg, akit azonban hamarosan egyik rokona, II. Amir Barid trónfosztott. 1601-ben őt szintén megfosztotta uralmától egyik rokona, Mirza Ali Barid. Őt 1609-ben követte a szultanátus utolsó uralkodója, III. Amir Barid, aki a mogulok ellen hadakozott 1616-ban, akiket Malik Ambar vezetett. 1619-ben vereséget mért rá a bídzsápuri szultán, II. Ibrahim Adil kán. Bidart a Bídzsápuri Szultanátushoz csatolták. III. Amir Baridot és fiát Bídzsápurba hurcolták és felügyelet alatt tartották.

## Uralkodók
| Barid Sahi dinasztia, Bidar |             |
| I. Kaszim Barid             | 1489 – 1504 |
| I. Amir Barid               | 1504 – 1542 |
| I. Ali Barid sah            | 1542 – 1580 |
| Ibrahim Barid sah           | 1580 – 1587 |
| II. Kaszim Barid sah        | 1587 – 1591 |
| II. Ali Barid sah           | 1591 – 1591 |
| II. Amir Barid sah          | 1591 – 1601 |
| III. Ali Barid sah          | 1601 – 1609 |
| III. Amir Barid sah         | 1609 – 1619 |

## Fordítás
Ez a szócikk részben vagy egészben  a   Bidar Sultanate című angol Wikipédia-szócikk ezen változatának fordításán alapul.  Az eredeti cikk szerkesztőit annak laptörténete sorolja fel. Ez a jelzés csupán a megfogalmazás eredetét és a szerzői jogokat jelzi, nem szolgál a cikkben szereplő információk forrásmegjelöléseként.